# HD 17098
HD 17098，又名CD-41 769，SAO 216019、HR 814，是一颗恒星，视星等为6.36，位于銀經250.3，銀緯-63.35，其B1900.0坐标为赤經2h 39m 27.3s，赤緯-40° -63.35′ 10″。